# Ahriman
Pour les articles homonymes, voir Angra.

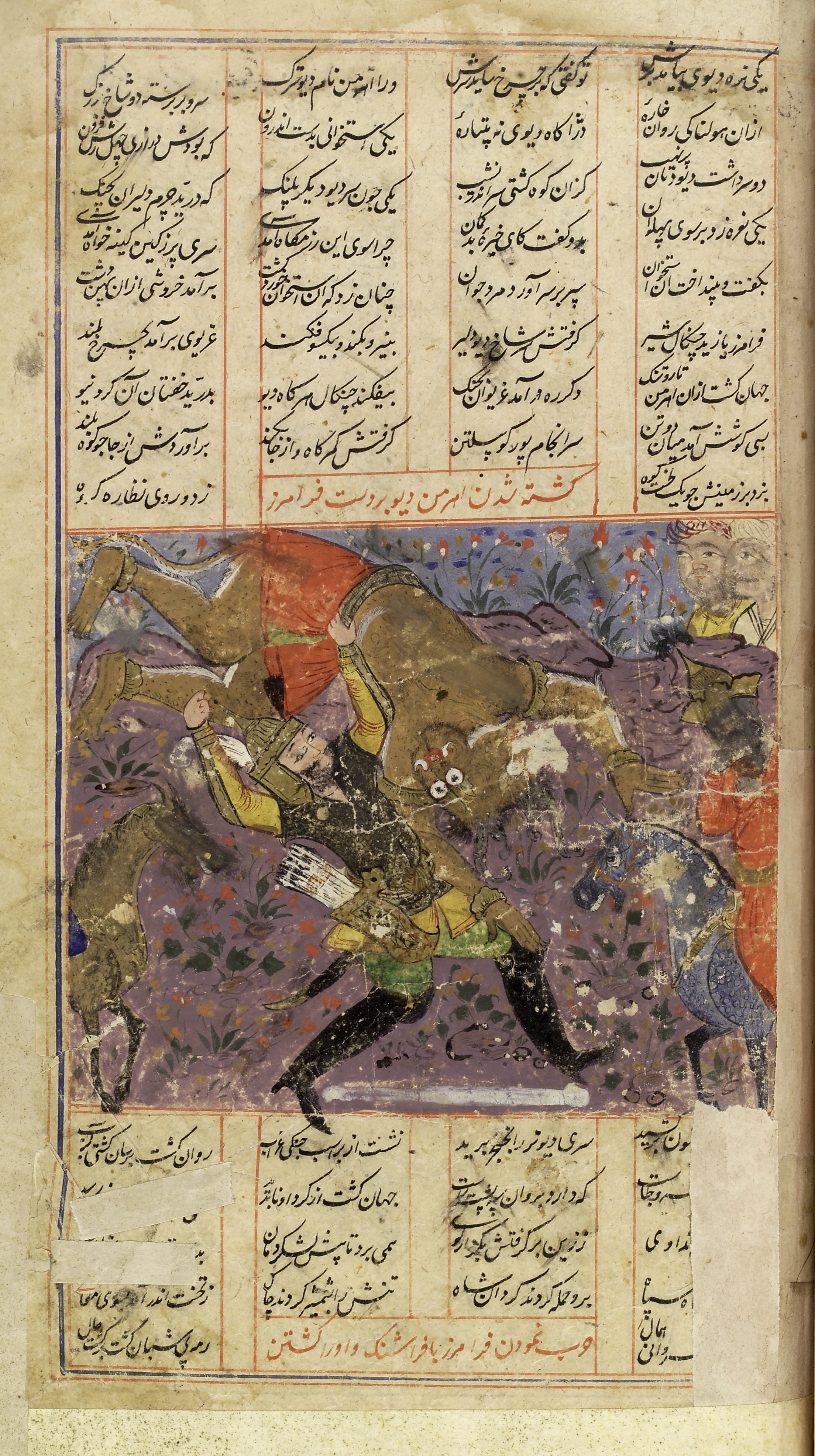
Le héros Faramarz tuant Ahriman - une scène du Shahnameh

Angra Mainyu ou Ahra Manyu (nom avestique), puis Ahriman (en moyen-perse) est l'esprit démoniaque opposé au dieu Ahura Mazda dans le zoroastrisme.
Initialement, Ahura Mazdâ, en tant que Dieu suprême, crée deux esprits qui s'opposeront, Spenta Mainyu (l'esprit du Bien, l'esprit saint) et Angra Mainyu (l'esprit du Mal). Ultérieurement, Spenta Mainyu sera remplacé par Ahura Mazdâ (ou Ohrmazd en pehlevi) en tant qu'adversaire d'Ahriman. Par la suite encore, les mages zervanistes réintroduiront un Dieu suprême, Zervan, le Temps-sans-bornes.
Il est dit d'Ahriman, qu'il est le responsable de la création matérielle, qu'il est le père de l'illusion et de l'erreur, du mensonge cosmique, l'esprit trompeur, l'esprit des Ténèbres, du Mal et de la Mort.

## Étymologie
Le nom provient de l'adjectif indo-iranien *asrá- « agressif », qui donne la dénomination d'Ahra Manyu « fureur agressive ».

## Ahriman dans la musique
Ahriman inspire plusieurs personnages de la tragédie lyrique Zoroastre de Jean-Philippe Rameau sur un livret de Louis de Cahusac (1749) : ses prêtres Abramane, Zopire et Narbanor.

## Ahriman dans l'ésotérisme
Dans l'anthroposophie, mouvement de Rudolf Steiner, Ahriman est l'une des deux entités, avec Lucifer, qui s'opposent à l'évolution de l'humanité, mais qui la rendent aussi possible. Steiner identifie Ahriman à Satan, lequel est bien distinct de Lucifer. Il est l'être qui fait de l'homme un être terrestre assujetti à la matière, alors que Lucifer et les forces lucifériennes tendent à l'en détacher. Ahriman agirait tout spécialement depuis et dans le corps éthérique. Il conférerait aux humains une intelligence froide et abstraite dénuée de sentiments, il les rendrait prosaïques, philistins, et amoraux. Steiner le considère aussi comme l'esprit du mensonge, de l'erreur, et de la corruption. Il s'incarnerait au début du IIIe millénaire en Occident,.

## Ahriman dans la littérature
Dans son poème dramatique Manfred, Lord Byron met en scène un seigneur des esprits nommé « Arimane ».
D'après Viatcheslav Ivanov, le roman dostoïevskien met en scène très précisément l'action d'« Ahriman » : il est celui qui pervertit la volonté humaine, en lui faisant croire qu'il n'est pas nécessaire de naître « d'en haut ».

## Ahriman dans les œuvres modernes

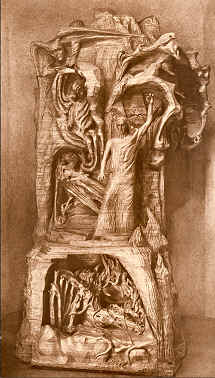
Groupe en bois d'orme sculpté par Rudolf Steiner et Edith Maryon, situé au Goetheanum, à Dornach, en Suisse.
Il manifeste au centre le représentant de l'humanité luttant entre Lucifer et Ahriman pour les équilibrer. Selon l'anthroposophie ce combat se déroule à l'intérieur de chaque homme, qui a le choix de favoriser l'un ou les deux autres protagonistes par sa manière de vivre. À gauche est représentée la possibilité de victoire de Lucifer et Ahriman se rejoignant. En haut à gauche est représenté le regard du monde spirituel sur ce combat, ce regard est aussi décrit comme l'humour du monde.

Dans l'univers des jeux de la série Kohan (en) (à savoir : Kohan: Immortal Sovereigns, Kohan: Ahriman's Gift et Kohan II: Kings of War), Ahriman est la Divinité des forces de l'ombre que le joueur combat tout au long de la campagne.
Dans le film Gabriel (2007), Ahriman est un démon secondaire joué par Kevin Copeland.
Dans l'univers fictif de Warhammer 40,000, Ahriman est le Maître-Archiviste des Thousand Sons.
Dans l'univers du jeu Shin Megami Tensei : Lucifer's Call, Ahriman est le dieu du néant et du vide créé par Hikawa et qui donne son énergie au Kagutsuchi.
Dans l'univers du jeu The Elder Scrolls, le Daedra Namira est un quasi-anagramme de Ahriman.
Dans l'univers du jeu Final Fantasy III, l'un des gardiens des cristaux des ténèbres se nomme Ahriman. Il garde le Cristal du Vent.
Dans l'univers du jeu Final Fantasy X, un des ennemis croisé lors de rencontre aléatoire sur le Mont Gagazet s'appelle Ahriman.
Dans l'univers du jeu Final Fantasy XI, le dernier boss de Dynamis-Beaucedine se nomme Angra Mainyu et Arhiman est le nom d'une famille de monstres se ressemblant, et dont Angra Mainyu est le plus puissant.
Dans l'univers du jeu Final Fantasy XII, Ahriman est le boss du palais enfoui de Sohen
Dans l'univers du jeu Final Fantasy XIV, Arhiman est le nom d'une famille de monstres, ainsi que d'une monture.
Dans l'univers de Donjons et Dragons, c'est le nom originel d'Asmodée, sous sa forme de serpent créateur (aux côtés de Jazirian) qui, dépourvu d'ailes, est tombé au plus profond de la neuvième strate des enfers (Baator) et en est devenu le seigneur, ainsi que le suzerain de tout le plan.
Dans l'univers du Monde des ténèbres, les vampires du clan Lasombra ont un pouvoir d'Obténébration, manipulant les ombres, nommé « Bras d'Ahriman ». La plupart des pouvoirs de manipulation des ombres sont liés à Ahriman, vu comme les ténèbres originelles.
Dans le roman A.N.G.E. d'Anne Robillard, Ahriman est le bras droit de l'Antéchrist, qui est le maître de l'Alliance
Dans le jeu Prince of Persia: Warrior Within sorti sur PC, Mainyu est le nom d'une arme.
Dans le jeu Prince of Persia: Prodigy sorti sur Playstation 3, Xbox 360 et PC, Ahriman est l'entité maléfique à combattre.
Dans le groupe de black metal Dark Funeral, Lord Ahriman est le guitariste principal : Lord Ahriman (en)
Le groupe de power métal, Angra (groupe).
La transition de la 5e à la 6e saison de Highlander est basée sur le retour d'Ahriman, qui veut établir son royaume sur terre, et dont Duncan McLeod est l'ennemi qui doit le détruire.
Dans l'univers de Fate Stay Night, Angra Mainyu est devenu le contenu du Saint Graal, par la contamination d'une invocation vengeresse informe lors de la 3e guerre. Désigné comme étant « tout le mal du monde », les incarnations d'Angra Mainyu se verront attribuer d'office la classe Avenger.
Dans l'univers médiéval-fantastique de La Moïra par Henri Loevenbruck, Ahriman et Saïman sont les deux « forces » mystérieuses de la Nature et du Monde, un peu comme les côtés lumineux et obscur de la « Force » dans Star Wars.
Dans le manga Cobra de Buichi Terasawa, Ahriman apparait dans l'épisode « Les six héros légendaires ».
Dans le roman Les Pantins cosmiques de Philip K. Dick, Ahriman est l'entité créant une ville fictive par-dessus la ville de Millgate.
Dans le roman Le Lion de Macédoine de David Gemmell, Ahriman est l'Esprit du Mal, le Dieu du Chaos, qui possède Alexandre le Grand pour se réincarner sur Terre.
Dans le roman Le maître des Ombres de Jean-Christophe Chaumette, qui se passe en 2031 au Moyen-Orient, un soldat américain part à la recherche de la geôle dans laquelle les Zoroastriens pensaient avoir enfermé l'incarnation du dieu des ténèbres, Ahriman.
Dans l'émission de jeu de rôle filmé Game of Rôles, Ahriman est présent en tant que « dieu du mensonge cosmique », cherchant à semer l'ignorance chez les humains.